# Schiedeella esquintlensis
Schiedeella esquintlensis är en orkidéart som beskrevs av Szlach., Rutk. och Joanna Mytnik-Ejsmont. Schiedeella esquintlensis ingår i släktet Schiedeella och familjen orkidéer.
Artens utbredningsområde är Guatemala. Inga underarter finns listade i Catalogue of Life.